# Deuteromallotus
Deuteromallotus es un género de plantas con flores perteneciente a la familia Euphorbiaceae. Es nativo de Madagascar y tiene dos especies.
Está considerado un sinónimo del género Hancea.

## Especies
- Deuteromallotus acuminatus
- Deuteromallotus littoralis